# Alpiner Skiweltcup 2002/03
Die Saison 2002/03 des von der FIS veranstalteten Alpinen Skiweltcups begann am 26. Oktober 2002 in Sölden und endete am 16. März 2003 anlässlich des Weltcup-Finales in Hafjell und Kvitfjell. Bei den Männern wurden 35 Rennen ausgetragen (11 Abfahrten, 6 Super-G, 8 Riesenslaloms, 9 Slaloms, 1 K.-o.-Slalom). Bei den Frauen waren es 32 Rennen (6 Abfahrten, 8 Super-G, 9 Riesenslaloms, 8 Slaloms, 1 K.-o.-Slalom). Dazu kamen zwei Kombinationswertungen bei den Männern und eine bei den Frauen.
Erstmals in der Geschichte des Weltcups gab es drei Sieger in einem Rennen: Die zeitgleichen Andrine Flemmen, Nicole Hosp und Tina Maze teilten sich den ersten Rang im Riesenslalom von Sölden. Höhepunkt der Saison waren die Weltmeisterschaften 2003 in St. Moritz.

## Weltcupwertungen

### Gesamt
| Rang | Name                  | Punkte |
| ---- | --------------------- | ------ |
| 01.  | Stephan Eberharter    | 1333   |
| 02.  | Bode Miller           | 1100   |
| 03.  | Kjetil André Aamodt   | 0940   |
| 04.  | Kalle Palander        | 0718   |
| 05.  | Didier Cuche          | 0709   |
| 06.  | Daron Rahlves         | 0647   |
| 07.  | Ivica Kostelić        | 0632   |
| 08.  | Benjamin Raich        | 0622   |
| 09.  | Michael Walchhofer    | 0600   |
| 10.  | Hans Knauß            | 0596   |
| 11.  | Didier Défago         | 0579   |
| 12.  | Bruno Kernen          | 0561   |
| 12.  | Andreas Schifferer    | 0561   |
| 14.  | Christoph Gruber      | 0558   |
| 15.  | Michael von Grünigen  | 0542   |
| 16.  | Rainer Schönfelder    | 0517   |
| 17.  | Ambrosi Hoffmann      | 0511   |
| 18.  | Hannes Trinkl         | 0496   |
| 19.  | Fritz Strobl          | 0458   |
| 20.  | Heinz Schilchegger    | 0443   |
| 21.  | Giorgio Rocca         | 0438   |
| 22.  | Josef Strobl          | 0424   |
| 23.  | Marco Büchel          | 0404   |
| 24.  | Manfred Pranger       | 0385   |
| 25.  | Antoine Dénériaz      | 0344   |
| 26.  | Franco Cavegn         | 0327   |
| 27.  | Klaus Kröll           | 0325   |
| 28.  | Truls Ove Karlsen     | 0303   |
| 29.  | Erik Schlopy          | 0297   |
| 30.  | Frédéric Covili       | 0296   |
| 31.  | Lasse Kjus            | 0283   |
| 32.  | Hans Petter Buraas    | 0280   |
| 33.  | Werner Franz          | 0273   |
| 34.  | Thomas Grandi         | 0265   |
| 35.  | Peter Rzehak          | 0261   |
| 36.  | Massimiliano Blardone | 0249   |
| 37.  | Jean-Pierre Vidal     | 0242   |
| 38.  | Christian Mayer       | 0234   |
| 39.  | Aksel Lund Svindal    | 0225   |
| 40.  | Pierrick Bourgeat     | 0224   |
| 41.  | Fredrik Nyberg        | 0195   |
| 42.  | Joël Chenal           | 0194   |
| 42.  | Hannes Reichelt       | 0194   |
| 44.  | Giancarlo Bergamelli  | 0191   |
| 45.  | Hermann Maier         | 0185   |
| 46.  | Kilian Albrecht       | 0170   |
| 47.  | Tom Stiansen          | 0169   |
| 48.  | Akira Sasaki          | 0166   |
| 49.  | Arnold Rieder         | 0164   |
| 50.  | Nicolas Burtin        | 0143   |
| 50.  | Tobias Grünenfelder   | 0143   |

| Rang | Name                     | Punkte |
| ---- | ------------------------ | ------ |
| 052. | Andrej Jerman            | 140    |
| 053. | Bjarne Solbakken         | 139    |
| 054. | Silvan Zurbriggen        | 137    |
| 055. | Marco Sullivan           | 136    |
| 056. | Martin Marinac           | 134    |
| 057. | Sébastien Fournier-Bidoz | 131    |
| 058. | Chip Knight              | 130    |
| 059. | Alessandro Roberto       | 117    |
| 060. | Davide Simoncelli        | 110    |
| 061. | Mitja Dragšič            | 105    |
| 062. | Pierre-Emmanuel Dalcin   | 104    |
| 063. | Kurt Sulzenbacher        | 100    |
| 064. | Uroš Pavlovčič           | 099    |
| 065. | Peter Fill               | 098    |
| 066. | Sébastien Amiez          | 097    |
| 067. | Mitja Kunc               | 088    |
| 068. | Markus Larsson           | 085    |
| 069. | Vincent Millet           | 079    |
| 069. | Harald C. Strand Nilsen  | 079    |
| 071. | Andreas Buder            | 077    |
| 072. | Gregor Šparovec          | 076    |
| 073. | Johan Brolenius          | 073    |
| 074. | Drago Grubelnik          | 071    |
| 074. | Tom Rothrock             | 071    |
| 076. | Jakub Fiala              | 070    |
| 077. | Sami Uotila              | 066    |
| 078. | Rolf von Weissenfluh     | 061    |
| 079. | Erik Guay                | 060    |
| 080. | Roland Fischnaller       | 056    |
| 080. | Urs Imboden              | 056    |
| 082. | Rene Mlekuž              | 054    |
| 082. | Max Rauffer              | 054    |
| 084. | Claude Crétier           | 053    |
| 085. | Markus Eberle            | 052    |
| 086. | Patrik Järbyn            | 051    |
| 087. | Andreas Ertl             | 050    |
| 087. | Gaëtan Llorach           | 050    |
| 087. | Florian Seer             | 050    |
| 090. | Julien Cousineau         | 048    |
| 091. | Michael Gufler           | 046    |
| 091. | Mario Matt               | 046    |
| 093. | Erik Seletto             | 044    |
| 094. | Alain Baxter             | 042    |
| 095. | Alberto Schieppati       | 041    |
| 095. | Stefan Stankalla         | 041    |
| 097. | Kenneth Sivertsen        | 040    |
| 098. | Kristian Ghedina         | 038    |
| 099. | Kurt Engl                | 035    |
| 100. | Alessandro Fattori       | 033    |
| 101. | Scott Macartney          | 032    |
| 102. | Aleš Gorza               | 031    |

| Rang | Name                          | Punkte |
| ---- | ----------------------------- | ------ |
| 103. | Thomas Graggaber              | 30     |
| 104. | Andreas Nilsen                | 29     |
| 104. | Kévin Page                    | 29     |
| 104. | Michal Rajčan                 | 29     |
| 107. | Daniel Züger                  | 28     |
| 108. | Gauthier de Tessières         | 25     |
| 108. | Audun Grønvold                | 25     |
| 108. | Jürg Grünenfelder             | 25     |
| 111. | Cédric Meilleur               | 24     |
| 111. | Thomas Vonn                   | 24     |
| 113. | Jeff Piccard                  | 22     |
| 114. | Markus Ganahl                 | 21     |
| 115. | Reinfried Herbst              | 20     |
| 116. | AJ Bear                       | 18     |
| 116. | Alexander Ploner              | 18     |
| 118. | Stephan Görgl                 | 14     |
| 118. | Richard Gravier               | 14     |
| 118. | Giorgio Gros                  | 14     |
| 118. | Kentarō Minagawa              | 14     |
| 118. | Peter Pen                     | 14     |
| 123. | Marc Bottollier-Lasquin       | 13     |
| 123. | Jan Hudec                     | 13     |
| 123. | Stéphane Tissot               | 13     |
| 126. | Christophe Saioni             | 12     |
| 126. | Hannes Paul Schmid            | 12     |
| 128. | Matteo Berbenni               | 11     |
| 128. | Alois Vogl                    | 11     |
| 130. | Martin Hansson                | 10     |
| 130. | Jernej Koblar                 | 10     |
| 132. | Luca Cattaneo                 | 09     |
| 132. | Finlay Mickel                 | 09     |
| 132. | Alan Perathoner               | 09     |
| 132. | Dane Spencer                  | 09     |
| 132. | Mitja Valenčič                | 09     |
| 137. | Stanley Hayer                 | 08     |
| 137. | Beni Hofer                    | 08     |
| 137. | Jukka Leino                   | 08     |
| 140. | Andrzej Bachleda-Curuś junior | 07     |
| 140. | Raphaël Burtin                | 07     |
| 140. | Jean-Philippe Roy             | 07     |
| 143. | Markus Herrmann               | 06     |
| 143. | Patrick Holzer                | 06     |
| 143. | Patrick Staudacher            | 06     |
| 146. | Marco Casanova                | 05     |
| 146. | Kiminobu Kimura               | 05     |
| 146. | Jure Košir                    | 05     |
| 149. | Konrad Hari                   | 04     |
| 150. | Lasse Paulsen                 | 02     |
| 151. | Lorenzo Galli                 | 01     |
| 151. | Vincent Lavoie                | 01     |
| 151. | Edoardo Zardini               | 01     |

| Rang | Name                  | Punkte |
| ---- | --------------------- | ------ |
| 01.  | Janica Kostelić       | 1570   |
| 02.  | Karen Putzer          | 1100   |
| 03.  | Anja Pärson           | 1042   |
| 04.  | Michaela Dorfmeister  | 0972   |
| 05.  | Martina Ertl          | 0922   |
| 06.  | Carole Montillet      | 0869   |
| 07.  | Renate Götschl        | 0830   |
| 08.  | Alexandra Meissnitzer | 0776   |
| 09.  | Kirsten Lee Clark     | 0661   |
| 10.  | Nicole Hosp           | 0558   |
| 11.  | Tanja Poutiainen      | 0551   |
| 12.  | Brigitte Obermoser    | 0499   |
| 13.  | Sonja Nef             | 0494   |
| 14.  | Hilde Gerg            | 0491   |
| 15.  | Corinne Rey-Bellet    | 0436   |
| 16.  | Daniela Ceccarelli    | 0429   |
| 17.  | Christel Pascal       | 0372   |
| 18.  | Anna Ottosson         | 0347   |
| 19.  | Laure Pequegnot       | 0342   |
| 19.  | Marlies Schild        | 0342   |
| 21.  | Nicole Gius           | 0327   |
| 22.  | Sarah Schleper        | 0326   |
| 23.  | Caroline Lalive       | 0325   |
| 24.  | Mélanie Turgeon       | 0312   |
| 25.  | Jonna Mendes          | 0307   |
| 26.  | Denise Karbon         | 0299   |
| 27.  | Kristina Koznick      | 0269   |
| 28.  | Eveline Rohregger     | 0267   |
| 29.  | María José Rienda     | 0256   |
| 30.  | Monika Bergmann       | 0245   |
| 31.  | Ingrid Jacquemod      | 0236   |
| 32.  | Andrine Flemmen       | 0232   |
| 32.  | Maria Riesch          | 0232   |
| 34.  | Britt Janyk           | 0205   |
| 35.  | Isolde Kostner        | 0195   |
| 35.  | Geneviève Simard      | 0195   |
| 37.  | Silvia Berger         | 0191   |
| 38.  | Tina Maze             | 0190   |
| 39.  | Sylviane Berthod      | 0185   |
| 40.  | Birgit Heeb           | 0180   |
| 41.  | Elisabeth Görgl       | 0178   |
| 42.  | Marlies Oester        | 0174   |

| Rang | Name                    | Punkte |
| ---- | ----------------------- | ------ |
| 43.  | Mojca Suhadolc          | 169    |
| 44.  | Annemarie Gerg          | 168    |
| 45.  | Sabine Egger            | 164    |
| 46.  | Julia Mancuso           | 159    |
| 47.  | Catherine Borghi        | 155    |
| 48.  | Stina Hofgård Nilsen    | 153    |
| 49.  | Allison Forsyth         | 152    |
| 50.  | Trine Bakke             | 147    |
| 50.  | Katja Wirth             | 147    |
| 52.  | Jessica Lindell-Vikarby | 139    |
| 53.  | Šárka Záhrobská         | 133    |
| 54.  | Fränzi Aufdenblatten    | 116    |
| 55.  | Regina Häusl            | 113    |
| 56.  | Tamara Müller           | 104    |
| 57.  | Manuela Mölgg           | 103    |
| 58.  | Claudia Riegler         | 099    |
| 59.  | Susanne Ekman           | 098    |
| 59.  | Daniela Merighetti      | 098    |
| 61.  | Karin Truppe            | 093    |
| 62.  | Isabelle Huber          | 089    |
| 63.  | Vanessa Vidal           | 086    |
| 64.  | Emily Brydon            | 081    |
| 65.  | Špela Pretnar           | 066    |
| 66.  | Libby Ludlow            | 064    |
| 67.  | Corina Grünenfelder     | 061    |
| 67.  | Kathrin Wilhelm         | 061    |
| 69.  | Lucia Recchia           | 058    |
| 70.  | Tanja Schneider         | 057    |
| 71.  | Lisa Bremseth           | 056    |
| 72.  | Hedda Berntsen          | 055    |
| 73.  | Mélanie Suchet          | 054    |
| 74.  | Silke Bachmann          | 050    |
| 75.  | Carina Raich            | 049    |
| 75.  | Christine Sponring      | 049    |
| 77.  | Line Viken              | 048    |
| 78.  | Magdalena Planatscher   | 044    |
| 79.  | Lea Dabič               | 043    |
| 80.  | Annalisa Ceresa         | 042    |
| 81.  | Michaela Kirchgasser    | 040    |
| 81.  | Nadia Styger            | 040    |
| 83.  | Nika Fleiss             | 039    |
| 83.  | Kathleen Monahan        | 039    |

| Rang | Name                   | Punkte |
| ---- | ---------------------- | ------ |
| 085. | Monika Dumermuth       | 36     |
| 086. | Corinne Imlig          | 35     |
| 087. | Selina Heregger        | 33     |
| 087. | Henna Raita            | 33     |
| 089. | Alenka Dovžan          | 32     |
| 090. | Patrizia Bassis        | 30     |
| 091. | Karine Meilleur        | 29     |
| 092. | Laurence Lazier        | 24     |
| 092. | Resi Stiegler          | 24     |
| 094. | Martina Schild         | 20     |
| 095. | Janette Hargin         | 19     |
| 096. | Claudia Morandini      | 15     |
| 097. | Barbara Kleon          | 13     |
| 098. | Ana Jelušić            | 12     |
| 099. | Karin Blaser           | 11     |
| 100. | Nataša Bokal           | 10     |
| 100. | Carolina Ruiz Castillo | 10     |
| 100. | Petra Zakouřilová      | 10     |
| 103. | Emma Carrick-Anderson  | 09     |
| 103. | Lilian Kummer          | 09     |
| 103. | Martina Lechner        | 09     |
| 106. | Erika Dicht            | 08     |
| 106. | Alison Powers          | 08     |
| 108. | Malin Hultdin          | 07     |
| 108. | Tanja Pieren           | 07     |
| 110. | Bryna McCarty          | 06     |
| 110. | Ingrid Rumpfhuber      | 06     |
| 110. | Fabienne Suter         | 06     |
| 110. | Sonia Vierin           | 06     |
| 114. | Chiara Maj             | 05     |
| 115. | Chemmy Alcott          | 04     |
| 115. | Špela Bračun           | 04     |
| 115. | Florine de Leymarie    | 04     |
| 118. | Kristina Duvillard     | 03     |
| 118. | Ana Galindo Santolaria | 03     |
| 118. | Anne-Laure Givelet     | 03     |
| 118. | Elena Tagliabue        | 03     |
| 118. | Lindsey Kildow         | 03     |
| 123. | Olesja Alijewa         | 02     |
| 123. | Petra Haltmayr         | 02     |
| 125. | Ella Alpiger           | 01     |

### Abfahrt
| Rang | Athlet                   | Punkte |
| ---- | ------------------------ | ------ |
| 1    | Stephan Eberharter       | 790    |
| 2    | Daron Rahlves            | 593    |
| 3    | Michael Walchhofer       | 430    |
| 4    | Bruno Kernen             | 351    |
| 5    | Hannes Trinkl            | 341    |
| 6    | Antoine Dénériaz         | 337    |
| 7    | Kjetil André Aamodt      | 334    |
| 7    | Fritz Strobl             | 334    |
| 9    | Didier Cuche             | 333    |
| 10   | Klaus Kröll              | 317    |
| 11   | Andreas Schifferer       | 290    |
| 12   | Ambrosi Hoffmann         | 288    |
| 13   | Bode Miller              | 268    |
| 14   | Peter Rzehak             | 261    |
| 15   | Josef Strobl             | 246    |
| 16   | Franco Cavegn            | 225    |
| 17   | Werner Franz             | 212    |
| 18   | Didier Défago            | 159    |
| 19   | Nicolas Burtin           | 143    |
| 20   | Marco Sullivan           | 102    |
| 21   | Hans Knauß               | 100    |
| 21   | Kurt Sulzenbacher        | 100    |
| 23   | Sébastien Fournier-Bidoz | 98     |
| 24   | Christoph Gruber         | 96     |
| 25   | Hermann Maier            | 85     |

| Rang | Athletin                | Punkte |
| ---- | ----------------------- | ------ |
| 1    | Michaela Dorfmeister    | 372    |
| 2    | Renate Götschl          | 368    |
| 3    | Kirsten Lee Clark       | 316    |
| 4    | Carole Montillet        | 313    |
| 5    | Corinne Rey-Bellet      | 230    |
| 6    | Hilde Gerg              | 196    |
| 7    | Ingrid Jacquemod        | 153    |
| 8    | Mélanie Turgeon         | 149    |
| 9    | Karen Putzer            | 143    |
| 10   | Alexandra Meissnitzer   | 139    |
| 11   | Janica Kostelić         | 136    |
| 12   | Brigitte Obermoser      | 130    |
| 13   | Daniela Ceccarelli      | 116    |
| 14   | Maria Riesch            | 115    |
| 15   | Catherine Borghi        | 114    |
| 16   | Jonna Mendes            | 113    |
| 17   | Sylviane Berthod        | 112    |
| 18   | Caroline Lalive         | 90     |
| 19   | Isolde Kostner          | 89     |
| 20   | Katja Wirth             | 81     |
| 21   | Regina Häusl            | 78     |
| 22   | Isabelle Huber          | 73     |
| 23   | Martina Ertl            | 67     |
| 24   | Mojca Suhadolc          | 60     |
| 25   | Jessica Lindell-Vikarby | 56     |

### Super-G
| Rang | Athlet                 | Punkte |
| ---- | ---------------------- | ------ |
| 1    | Stephan Eberharter     | 356    |
| 2    | Marco Büchel           | 280    |
| 3    | Didier Cuche           | 270    |
| 4    | Kjetil André Aamodt    | 251    |
| 5    | Hannes Reichelt        | 194    |
| 6    | Christoph Gruber       | 185    |
| 7    | Didier Défago          | 180    |
| 8    | Andreas Schifferer     | 165    |
| 9    | Hannes Trinkl          | 155    |
| 10   | Josef Strobl           | 150    |
| 11   | Lasse Kjus             | 140    |
| 12   | Bruno Kernen           | 138    |
| 12   | Bode Miller            | 138    |
| 14   | Hans Knauß             | 131    |
| 15   | Ambrosi Hoffmann       | 127    |
| 16   | Fritz Strobl           | 124    |
| 17   | Tobias Grünenfelder    | 107    |
| 18   | Franco Cavegn          | 102    |
| 19   | Hermann Maier          | 100    |
| 20   | Pierre-Emmanuel Dalcin | 74     |
| 21   | Werner Franz           | 61     |
| 22   | Bjarne Solbakken       | 57     |
| 23   | Aksel Lund Svindal     | 54     |
| 24   | Daron Rahlves          | 45     |
| 25   | Stefan Stankalla       | 39     |

| Rang | Athletin              | Punkte |
| ---- | --------------------- | ------ |
| 1    | Carole Montillet      | 493    |
| 2    | Renate Götschl        | 458    |
| 3    | Karen Putzer          | 394    |
| 4    | Alexandra Meissnitzer | 350    |
| 5    | Michaela Dorfmeister  | 298    |
| 6    | Daniela Ceccarelli    | 289    |
| 7    | Hilde Gerg            | 281    |
| 7    | Janica Kostelić       | 281    |
| 9    | Martina Ertl          | 267    |
| 10   | Kirsten Lee Clark     | 252    |
| 11   | Brigitte Obermoser    | 213    |
| 12   | Corinne Rey-Bellet    | 206    |
| 13   | Jonna Mendes          | 191    |
| 14   | Mélanie Turgeon       | 163    |
| 15   | Caroline Lalive       | 136    |
| 16   | Mojca Suhadolc        | 109    |
| 17   | Isolde Kostner        | 106    |
| 18   | Eveline Rohregger     | 98     |
| 19   | Ingrid Jacquemod      | 83     |
| 20   | Emily Brydon          | 77     |
| 21   | Sylviane Berthod      | 73     |
| 22   | Geneviève Simard      | 70     |
| 23   | Tamara Müller         | 63     |
| 24   | Fränzi Aufdenblatten  | 59     |
| 25   | Julia Mancuso         | 53     |

### Riesenslalom
| Rang | Athlet                | Punkte |
| ---- | --------------------- | ------ |
| 1    | Michael von Grünigen  | 542    |
| 2    | Bode Miller           | 425    |
| 3    | Hans Knauß            | 365    |
| 4    | Frédéric Covili       | 296    |
| 5    | Massimiliano Blardone | 249    |
| 5    | Heinz Schilchegger    | 249    |
| 7    | Christian Mayer       | 234    |
| 8    | Benjamin Raich        | 231    |
| 9    | Christoph Gruber      | 227    |
| 10   | Joël Chenal           | 194    |
| 11   | Didier Défago         | 171    |
| 12   | Erik Schlopy          | 163    |
| 13   | Fredrik Nyberg        | 159    |
| 14   | Kjetil André Aamodt   | 156    |
| 15   | Arnold Rieder         | 150    |
| 16   | Stephan Eberharter    | 147    |
| 17   | Alessandro Roberto    | 117    |
| 18   | Thomas Grandi         | 111    |
| 19   | Davide Simoncelli     | 110    |
| 20   | Didier Cuche          | 106    |
| 20   | Andreas Schifferer    | 106    |
| 22   | Uroš Pavlovčič        | 99     |
| 23   | Vincent Millet        | 79     |
| 24   | Sami Uotila           | 66     |
| 25   | Kalle Palander        | 60     |

| Rang | Athletin              | Punkte |
| ---- | --------------------- | ------ |
| 1    | Anja Pärson           | 514    |
| 2    | Karen Putzer          | 513    |
| 3    | Janica Kostelić       | 343    |
| 4    | Nicole Hosp           | 332    |
| 5    | Sonja Nef             | 329    |
| 6    | Denise Karbon         | 293    |
| 7    | Alexandra Meissnitzer | 287    |
| 8    | Martina Ertl          | 280    |
| 9    | Michaela Dorfmeister  | 266    |
| 10   | María José Rienda     | 237    |
| 11   | Andrine Flemmen       | 232    |
| 12   | Anna Ottosson         | 194    |
| 13   | Tina Maze             | 190    |
| 14   | Tanja Poutiainen      | 184    |
| 15   | Birgit Heeb           | 180    |
| 16   | Eveline Rohregger     | 169    |
| 17   | Britt Janyk           | 155    |
| 18   | Stina Hofgård Nilsen  | 153    |
| 19   | Allison Forsyth       | 146    |
| 20   | Silvia Berger         | 142    |
| 21   | Sarah Schleper        | 140    |
| 22   | Brigitte Obermoser    | 134    |
| 23   | Geneviève Simard      | 105    |
| 24   | Daniela Merighetti    | 80     |
| 25   | Kirsten Clark         | 75     |

### Slalom
| Rang | Athlet               | Punkte |
| ---- | -------------------- | ------ |
| 1    | Kalle Palander       | 658    |
| 2    | Ivica Kostelić       | 580    |
| 3    | Rainer Schönfelder   | 473    |
| 4    | Giorgio Rocca        | 438    |
| 5    | Manfred Pranger      | 385    |
| 6    | Benjamin Raich       | 367    |
| 7    | Hans Petter Buraas   | 280    |
| 8    | Truls Ove Karlsen    | 263    |
| 9    | Pierrick Bourgeat    | 224    |
| 10   | Jean-Pierre Vidal    | 200    |
| 11   | Heinz Schilchegger   | 194    |
| 12   | Giancarlo Bergamelli | 191    |
| 13   | Kilian Albrecht      | 170    |
| 14   | Tom Stiansen         | 169    |
| 15   | Akira Sasaki         | 166    |
| 16   | Thomas Grandi        | 154    |
| 17   | Bode Miller          | 144    |
| 18   | Silvan Zurbriggen    | 137    |
| 19   | Chip Knight          | 130    |
| 20   | Erik Schlopy         | 125    |
| 21   | Martin Marinac       | 110    |
| 22   | Mitja Dragšič        | 105    |
| 23   | Kjetil André Aamodt  | 99     |
| 24   | Sébastien Amiez      | 97     |
| 25   | Mitja Kunc           | 88     |

| Rang | Athletin         | Punkte |
| ---- | ---------------- | ------ |
| 1    | Janica Kostelić  | 710    |
| 2    | Anja Pärson      | 498    |
| 3    | Tanja Poutiainen | 367    |
| 4    | Christel Pascal  | 359    |
| 5    | Marlies Schild   | 342    |
| 6    | Laure Pequegnot  | 341    |
| 7    | Nicole Gius      | 264    |
| 8    | Monika Bergmann  | 245    |
| 9    | Martina Ertl     | 228    |
| 10   | Nicole Hosp      | 226    |
| 11   | Kristina Koznick | 212    |
| 12   | Sarah Schleper   | 186    |
| 13   | Annemarie Gerg   | 166    |
| 14   | Sonja Nef        | 165    |
| 15   | Sabine Egger     | 164    |
| 16   | Trine Bakke      | 147    |
| 17   | Anna Ottosson    | 121    |
| 18   | Elisabeth Görgl  | 112    |
| 19   | Šárka Záhrobská  | 107    |
| 20   | Marlies Oester   | 105    |
| 21   | Claudia Riegler  | 99     |
| 22   | Karin Truppe     | 93     |
| 23   | Susanne Ekman    | 91     |
| 24   | Vanessa Vidal    | 86     |
| 25   | Špela Pretnar    | 64     |

### Kombination
| Rang | Athlet              | Punkte |
| ---- | ------------------- | ------ |
| 1    | Bode Miller         | 125    |
| 2    | Kjetil André Aamodt | 100    |
| 2    | Michael Walchhofer  | 100    |
| 4    | Aksel Lund Svindal  | 80     |
| 5    | Ambrosi Hoffmann    | 72     |
| 5    | Bruno Kernen        | 72     |
| 7    | Didier Défago       | 60     |
| 7    | Lasse Kjus          | 60     |
| 9    | Christoph Gruber    | 50     |
| 9    | Gaëtan Llorach      | 50     |

| Rang | Athletin                | Punkte |
| ---- | ----------------------- | ------ |
| 1    | Janica Kostelić         | 100    |
| 2    | Martina Ertl            | 80     |
| 3    | Maria Riesch            | 60     |
| 4    | Karen Putzer            | 50     |
| 5    | Julia Mancuso           | 45     |
| 6    | Marlies Oester          | 40     |
| 7    | Michaela Dorfmeister    | 36     |
| 8    | Caroline Lalive         | 32     |
| 9    | Jessica Lindell-Vikarby | 29     |
| 10   | Šárka Záhrobská         | 26     |

## Podestplatzierungen Herren

### Abfahrt
| Datum      | Ort                          | 1. Platz                                                    | 2. Platz                                                    | 3. Platz                                                    |
| ---------- | ---------------------------- | ----------------------------------------------------------- | ----------------------------------------------------------- | ----------------------------------------------------------- |
| 30.11.2002 | Lake Louise (CAN)            | Stephan Eberharter                                          | Hannes Trinkl                                               | Kjetil André Aamodt                                         |
| 07.12.2002 | Beaver Creek (USA)           | Stephan Eberharter                                          | Michael Walchhofer                                          | Daron Rahlves                                               |
| 14.12.2002 | Val-d’Isère (FRA)            | Stephan Eberharter                                          | Klaus Kröll                                                 | Andreas Schifferer                                          |
| 21.12.2002 | Gröden (ITA)                 | Antoine Dénériaz                                            | Michael Walchhofer                                          | Josef Strobl                                                |
| 29.12.2002 | Bormio (ITA)                 | Daron Rahlves                                               | Fritz Strobl                                                | Hannes Trinkl                                               |
| 11.01.2003 | Chamonix (FRA)               | Rennen abgesagt. Ersatzrennen am 11. Januar 2003 in Bormio. | Rennen abgesagt. Ersatzrennen am 11. Januar 2003 in Bormio. | Rennen abgesagt. Ersatzrennen am 11. Januar 2003 in Bormio. |
| 11.01.2003 | Bormio (ITA)                 | Stephan Eberharter                                          | Michael Walchhofer                                          | Daron Rahlves                                               |
| 17.01.2003 | Wengen (SUI)                 | Stephan Eberharter                                          | Daron Rahlves                                               | Bruno Kernen                                                |
| 18.01.2003 | Wengen (SUI)                 | Bruno Kernen                                                | Michael Walchhofer                                          | Stephan Eberharter                                          |
| 25.01.2003 | Kitzbühel (AUT)              | Daron Rahlves                                               | Didier Cuche                                                | Kjetil André Aamodt                                         |
| 22.02.2003 | Garmisch-Partenkirchen (GER) | Stephan Eberharter                                          | Didier Cuche                                                | Daron Rahlves                                               |
| 12.03.2003 | Kvitfjell (NOR)              | Antoine Dénériaz                                            | Stephan Eberharter                                          | Daron Rahlves                                               |

### Super-G
| Datum      | Ort                          | 1. Platz                                                         | 2. Platz                                                         | 3. Platz                                                         |
| ---------- | ---------------------------- | ---------------------------------------------------------------- | ---------------------------------------------------------------- | ---------------------------------------------------------------- |
| 01.12.2002 | Lake Louise (CAN)            | Stephan Eberharter                                               | Josef Strobl                                                     | Didier Cuche                                                     |
| 08.12.2002 | Beaver Creek (USA)           | Didier Cuche                                                     | Marco Büchel                                                     | Hannes Trinkl                                                    |
| 20.12.2002 | Gröden (ITA)                 | Didier Défago                                                    | Hannes Reichelt                                                  | Marco Büchel                                                     |
| 24.01.2003 | Kitzbühel (AUT)              | Rennen wegen Schlechtwetters auf den 27. Januar 2003 verschoben. | Rennen wegen Schlechtwetters auf den 27. Januar 2003 verschoben. | Rennen wegen Schlechtwetters auf den 27. Januar 2003 verschoben. |
| 27.01.2003 | Kitzbühel (AUT)              | Hermann Maier                                                    | Christoph Gruber                                                 | Stephan Eberharter                                               |
| 23.02.2003 | Garmisch-Partenkirchen (GER) | Marco Büchel                                                     | Stephan Eberharter                                               | Tobias Grünenfelder                                              |
| 13.03.2003 | Kvitfjell (NOR)              | Stephan Eberharter                                               | Lasse Kjus                                                       | Hannes Reichelt                                                  |

### Riesenslalom
| Datum      | Ort                 | 1. Platz                                  | 2. Platz                                  | 3. Platz                                  |
| ---------- | ------------------- | ----------------------------------------- | ----------------------------------------- | ----------------------------------------- |
| 27.10.2002 | Sölden (AUT)        | Stephan Eberharter                        | Frédéric Covili                           | Michael von Grünigen                      |
| 22.11.2002 | Park City (USA)     | Michael von Grünigen                      | Christian Mayer                           | Benjamin Raich                            |
| 15.12.2002 | Val-d’Isère (FRA)   | Michael von Grünigen                      | Bode Miller                               | Christoph Gruber                          |
| 22.12.2002 | Alta Badia (ITA)    | Bode Miller                               | Davide Simoncelli                         | Christian Mayer                           |
| 04.01.2003 | Kranjska Gora (SLO) | Bode Miller                               | Christian Mayer                           | Sami Uotila                               |
| 06.01.2003 | Hinterstoder (AUT)  | Rennen abgesagt und ersatzlos gestrichen. | Rennen abgesagt und ersatzlos gestrichen. | Rennen abgesagt und ersatzlos gestrichen. |
| 14.01.2003 | Adelboden (SUI)     | Hans Knauß                                | Michael von Grünigen                      | Kjetil André Aamodt                       |
| 01.03.2003 | Yongpyong (KOR)     | Michael von Grünigen                      | Frédéric Covili                           | Bode Miller                               |
| 15.03.2003 | Hafjell (NOR)       | Hans Knauß                                | Benjamin Raich                            | Michael von Grünigen                      |

### Slalom
| Datum      | Ort                 | 1. Platz                                                    | 2. Platz                                                    | 3. Platz                                                    |
| ---------- | ------------------- | ----------------------------------------------------------- | ----------------------------------------------------------- | ----------------------------------------------------------- |
| 24.11.2002 | Park City (USA)     | Rainer Schönfelder                                          | Pierrick Bourgeat                                           | Benjamin Raich                                              |
| 05.01.2003 | Kranjska Gora (SLO) | Ivica Kostelić                                              | Rainer Schönfelder                                          | Jean-Pierre Vidal                                           |
| 12.01.2003 | Chamonix (FRA)      | Rennen abgesagt. Ersatzrennen am 12. Januar 2003 in Bormio. | Rennen abgesagt. Ersatzrennen am 12. Januar 2003 in Bormio. | Rennen abgesagt. Ersatzrennen am 12. Januar 2003 in Bormio. |
| 12.01.2003 | Bormio (ITA)        | Ivica Kostelić                                              | Bode Miller                                                 | Hans Petter Buraas                                          |
| 19.01.2003 | Wengen (SUI)        | Giorgio Rocca                                               | Akira Sasaki                                                | Ivica Kostelić                                              |
| 26.01.2003 | Kitzbühel (AUT)     | Kalle Palander                                              | Rainer Schönfelder                                          | Heinz Schilchegger                                          |
| 28.01.2003 | Schladming (AUT)    | Kalle Palander                                              | Benjamin Raich                                              | Hans Petter Buraas                                          |
| 02.03.2003 | Yongpyong (KOR)     | Kalle Palander                                              | Giorgio Rocca                                               | Benjamin Raich                                              |
| 08.03.2003 | Shigakōgen (JPN)    | Kalle Palander Rainer Schönfelder                           |                                                             | Giorgio Rocca                                               |
| 16.03.2003 | Hafjell (NOR)       | Giorgio Rocca                                               | Kalle Palander                                              | Manfred Pranger                                             |

### Kombination
| Datum          | Ort             | 1. Platz            | 2. Platz           | 3. Platz      |
| -------------- | --------------- | ------------------- | ------------------ | ------------- |
| 18./19.01.2003 | Wengen (SUI)    | Kjetil André Aamodt | Bode Miller        | Lasse Kjus    |
| 25./26.01.2003 | Kitzbühel (AUT) | Michael Walchhofer  | Aksel Lund Svindal | Didier Défago |

### K.-o.-Slalom
Zählt für die Slalomwertung.
| Datum      | Ort             | 1. Platz       | 2. Platz      | 3. Platz          |
| ---------- | --------------- | -------------- | ------------- | ----------------- |
| 16.12.2002 | Sestriere (ITA) | Ivica Kostelić | Giorgio Rocca | Truls Ove Karlsen |

## Podestplatzierungen Damen

### Abfahrt
| Datum      | Ort                     | 1. Platz             | 2. Platz           | 3. Platz             |
| ---------- | ----------------------- | -------------------- | ------------------ | -------------------- |
| 06.12.2002 | Lake Louise (CAN)       | Hilde Gerg           | Carole Montillet   | Kirsten Lee Clark    |
| 07.12.2002 | Lake Louise (CAN)       | Carole Montillet     | Corinne Rey-Bellet | Renate Götschl       |
| 21.12.2002 | Lenzerheide (SUI)       | Michaela Dorfmeister | Brigitte Obermoser | Kirsten Lee Clark    |
| 18.01.2003 | Cortina d’Ampezzo (ITA) | Renate Götschl       | Kirsten Lee Clark  | Michaela Dorfmeister |
| 01.03.2003 | Innsbruck (AUT)         | Michaela Dorfmeister | Katja Wirth        | Hilde Gerg           |
| 12.03.2003 | Kvitfjell (NOR)         | Renate Götschl       | Ingrid Jacquemod   | Kirsten Lee Clark    |

### Super-G
| Datum      | Ort                     | 1. Platz           | 2. Platz                           | 3. Platz              |
| ---------- | ----------------------- | ------------------ | ---------------------------------- | --------------------- |
| 29.11.2002 | Aspen (USA)             | Hilde Gerg         | Janica Kostelić                    | Isolde Kostner        |
| 08.12.2002 | Lake Louise (CAN)       | Karen Putzer       | Martina Ertl                       | Carole Montillet      |
| 13.12.2002 | Val-d’Isère (FRA)       | Carole Montillet   | Daniela Ceccarelli                 | Michaela Dorfmeister  |
| 15.01.2003 | Cortina d’Ampezzo (ITA) | Carole Montillet   | Renate Götschl                     | Hilde Gerg            |
| 17.01.2003 | Cortina d’Ampezzo (ITA) | Renate Götschl     | Alexandra Meissnitzer              | Mélanie Turgeon       |
| 28.02.2003 | Innsbruck (AUT)         | Renate Götschl     | Carole Montillet                   | Alexandra Meissnitzer |
| 02.03.2003 | Innsbruck (AUT)         | Brigitte Obermoser | Carole Montillet                   | Renate Götschl        |
| 13.03.2003 | Kvitfjell (NOR)         | Karen Putzer       | Martina Ertl Alexandra Meissnitzer |                       |

### Riesenslalom
| Datum      | Ort                     | 1. Platz                              | 2. Platz              | 3. Platz                                   |
| ---------- | ----------------------- | ------------------------------------- | --------------------- | ------------------------------------------ |
| 26.10.2002 | Sölden (AUT)            | Andrine Flemmen Nicole Hosp Tina Maze |                       |                                            |
| 21.11.2002 | Park City (USA)         | Birgit Heeb                           | Alexandra Meissnitzer | Janica Kostelić                            |
| 12.12.2002 | Val-d’Isère (FRA)       | Karen Putzer                          | Sonja Nef             | Michaela Dorfmeister Alexandra Meissnitzer |
| 28.12.2002 | Semmering (AUT)         | Karen Putzer                          | Janica Kostelić       | Nicole Hosp Denise Karbon                  |
| 04.01.2003 | Bormio (ITA)            | Sonja Nef                             | Anja Pärson           | Michaela Dorfmeister                       |
| 19.01.2003 | Cortina d’Ampezzo (ITA) | Anja Pärson                           | Janica Kostelić       | Karen Putzer                               |
| 25.01.2003 | Maribor (SLO)           | Anja Pärson                           | Nicole Hosp           | Martina Ertl                               |
| 06.03.2003 | Åre (SWE)               | Anja Pärson                           | Daniela Merighetti    | Denise Karbon                              |
| 16.03.2003 | Hafjell (NOR)           | Karen Putzer                          | Denise Karbon         | Nicole Hosp                                |

### Slalom
| Datum      | Ort               | 1. Platz         | 2. Platz         | 3. Platz        |
| ---------- | ----------------- | ---------------- | ---------------- | --------------- |
| 23.11.2002 | Park City (USA)   | Janica Kostelić  | Christel Pascal  | Sabine Egger    |
| 30.11.2002 | Aspen (USA)       | Anja Pärson      | Janica Kostelić  | Marlies Schild  |
| 22.12.2002 | Lenzerheide (SUI) | Janica Kostelić  | Tanja Poutiainen | Claudia Riegler |
| 29.12.2002 | Semmering (AUT)   | Janica Kostelić  | Christel Pascal  | Nicole Gius     |
| 05.01.2003 | Bormio (ITA)      | Janica Kostelić  | Elisabeth Görgl  | Anja Pärson     |
| 26.01.2003 | Maribor (SLO)     | Anja Pärson      | Janica Kostelić  | Nicole Hosp     |
| 08.03.2003 | Åre (SWE)         | Janica Kostelić  | Anja Pärson      | Monika Bergmann |
| 15.03.2003 | Hafjell (NOR)     | Kristina Koznick | Laure Pequegnot  | Marlies Schild  |

### Kombination
| Datum          | Ort               | 1. Platz        | 2. Platz     | 3. Platz     |
| -------------- | ----------------- | --------------- | ------------ | ------------ |
| 21./22.12.2002 | Lenzerheide (SUI) | Janica Kostelić | Martina Ertl | Maria Riesch |

### K.-o.-Slalom
Zählt für die Slalomwertung.
| Datum      | Ort             | 1. Platz    | 2. Platz         | 3. Platz    |
| ---------- | --------------- | ----------- | ---------------- | ----------- |
| 15.12.2002 | Sestriere (ITA) | Anja Pärson | Tanja Poutiainen | Nicole Hosp |

## Nationencup
| Rang | Land                   | Punkte |
| ---- | ---------------------- | ------ |
| 1    | Österreich             | 13779  |
| 2    | Schweiz                | 5533   |
| 3    | Italien                | 4629   |
| 4    | Vereinigte Staaten     | 4381   |
| 5    | Frankreich             | 4138   |
| 6    | Norwegen               | 3205   |
| 7    | Deutschland            | 2470   |
| 8    | Kroatien               | 2253   |
| 9    | Schweden               | 2066   |
| 10   | Slowenien              | 1640   |
| 11   | Finnland               | 1376   |
| 12   | Kanada                 | 1347   |
| 13   | Liechtenstein          | 605    |
| 14   | Spanien                | 269    |
| 15   | Japan                  | 185    |
| 16   | Tschechien             | 143    |
| 17   | Neuseeland             | 99     |
| 18   | Vereinigtes Königreich | 64     |
| 19   | Slowakei               | 29     |
| 20   | Australien             | 18     |
| 21   | Polen                  | 7      |
| 22   | Russland               | 2      |

| Rang | Land                   | Punkte |
| ---- | ---------------------- | ------ |
| 1    | Österreich             | 8447   |
| 2    | Schweiz                | 3646   |
| 3    | Vereinigte Staaten     | 2516   |
| 4    | Norwegen               | 2514   |
| 5    | Frankreich             | 2116   |
| 6    | Italien                | 1812   |
| 7    | Slowenien              | 1126   |
| 8    | Finnland               | 792    |
| 9    | Kroatien               | 632    |
| 10   | Liechtenstein          | 425    |
| 11   | Schweden               | 414    |
| 12   | Kanada                 | 402    |
| 13   | Deutschland            | 208    |
| 14   | Japan                  | 185    |
| 15   | Vereinigtes Königreich | 51     |
| 16   | Slowakei               | 29     |
| 17   | Australien             | 18     |
| 18   | Polen                  | 7      |

| Rang | Land                   | Punkte |
| ---- | ---------------------- | ------ |
| 1    | Österreich             | 5332   |
| 2    | Italien                | 2817   |
| 3    | Deutschland            | 2262   |
| 4    | Frankreich             | 2022   |
| 5    | Schweiz                | 1887   |
| 6    | Vereinigte Staaten     | 1865   |
| 7    | Schweden               | 1652   |
| 8    | Kroatien               | 1621   |
| 9    | Kanada                 | 945    |
| 10   | Norwegen               | 691    |
| 11   | Finnland               | 584    |
| 12   | Slowenien              | 514    |
| 13   | Spanien                | 269    |
| 14   | Liechtenstein          | 180    |
| 15   | Tschechien             | 143    |
| 16   | Neuseeland             | 99     |
| 17   | Vereinigtes Königreich | 13     |
| 18   | Russland               | 2      |

## Saisonverlauf

### Premierensiege
Herren:
- Giorgio Rocca gewann den Slalom in Wengen am 19. Januar, wobei er mit 4 Hundertstel Vorsprung den Sieg des Sensationsmanns N° 65 Akira Sasaki und damit auch ersten japanischen Weltcupsieg verhinderte.
- Erstmals Weltcup-Sieg für den Liechtensteiner Marco Büchel, der in seinem 115. Rennen mit N° 25 den Super-G in Garmisch-Partenkirchen am 23. Februar mit 0,13 Vorsprung auf Stephan Eberharter gewann.

Damen:
- Beim Dreifach-ex-aequo-Sieg beim Sölden-Riesenslalom am 26. Oktober kam Nicole Hosp mit Start-Nr. 36 zu ihrem ersten Erfolg, wobei sie nach dem ersten Lauf den 11. Rang eingenommen hatte.

### Neuer Gesamtsponsor
Am 26. September wurde Audi der neue Weltcupsponsor und löste Café de Columbia nach siebenjährigem Titelsponsoring ab. Der deutsche Automobilhersteller hat mit der FIS einen unbefristeten Vertrag abgeschlossen, über die Betragshöhe wurde Stillschweigen vereinbart. Mit dem in Sölden stattfindenden Forum Alpinum, an dem diverse Regeländerungen und die wirtschaftliche Situation im Mittelpunkt standen, wurde die neue Saison eingeleitet. Dazu erklärte FIS-Präsident Gian Franco Kasper, dass zwar einige Orte wegen des Kirch-Konkurses Probleme mit dem Fernsehen hätten, aber es habe 57 Interessenten für das Titelsponsoring gegeben. Hinsichtlich der Dreißigerregel war Kasper der Meinung, dass die Besten ohnehin wieder praktisch in der gleichen Gruppe und damit gleichen Bedingungen fahren würden. ÖSV-Präsident Peter Schröcksnadel stellte die Forderung, dass der Saisonauftakt die ÖSV-Quote bezüglich Rennen nicht belasten dürfe, zudem werde sich der ÖSV das Vergaberecht im eigenen Land bezüglich eines zukünftigen Austragungsort der Saisoneröffnung nicht nehmen lassen.

### K.o.-Slalom
Die beiden Slaloms in Sestriere (Damen 15. Dezember, Herren 16. Dezember) wurden (nach dem Testlauf der Vorsaison in Madonna di Campiglio) erstmals als K.-o.-Wettbewerb ausgetragen.
Der Bewerb setzte sich aus vier Teilen zusammen: Vorerst gab es eine Qualifikation für alle Läufer, aus der 30 für den zweiten „Akt“, einen Parallelslalom – allerdings gab es einen Unterschied zwischen dem Damen- und Herrenbewerb – übrigblieben. Die Herren absolvierten das Duell im Teil II nicht parallel, sondern hintereinander, wobei auch der Schnellere weiterkam. Dabei fuhr der Bestzeithalter aus der ersten „Portion“ gegen den Dreißigsten, der Zweite gegen den Neunundzwanzigsten etc. Von denen verblieben 18 Fahrer, denn für drei gab es eine „Lucky Loser-Regelung“, gab es einen erneuten Parallelslalom. Dieser diente zur Ermittlung der neun Finalisten, die einen „normalen“ Einzelslalom bestritten. Bei den Damen wurde Teil I schon um 14 Uhr des 14. Dezember gefahren (Sieg für Sonja Nef vor Anja Pärson und Laure Pequegnot – da Carina Raich auf Rang 30 kam, war dies die erste Paarung – und als die klar voranliegende Nef einen Stock verlor, gewann noch Raich), am 15. Dezember gab es ab 10:30 h die weiteren Teile. Die Herren wickelten das Gesamtprogramm am 16. Dezember ab, wobei um 12 Uhr der erste Teil und als Nightevent ab 17 Uhr die weiteren ausgetragen wurden. Nicht ins Dreißigerfinale kamen u. a. Bode Miller, Alain Baxter und der bislang im Slalomweltcup führende Rainer Schönfelder. Kurios war, dass Giorgio Rocca im Teil II gegen Reinfried Herbst verloren hatte, jedoch als „Lucky Loser“ weitergekommen war – und der Italiener belegte im Schlussklassement Rang 2. Bei den Finalläufen gab es jeweils knappe Vorsprünge: Pärson war um 0,02 s, Kostelić um 0,01 s schneller – die Siegerzeiten betrugen 38,03 s bei den Damen und 34,32 s bei den Herren. Der für Läufer, Medienvertreter und Zuseher schwer durchschaubare Modus (außerdem fanden sich Fahrer mit sehr guten Zeiten in vorherigen „Akten“ teilweise im hinteren Bereich des Klassements) gab Anlass zu starker Kritik und wurde nicht in den Weltcup-Terminkalender 2003/04 übernommen.

### Regeländerungen
- Die Regelung der gestürzten Reihenfolge der ersten 30 Läufer in Abfahrt und Super-G wurde beim FIS-Kongress in Portorož (31. Mai) getroffen. Die Startreihenfolge in der Abfahrt wurde nach dem Non-stop festgelegt, wobei der Beste mit Start-Nr. 30 drankam; Super-G: die aktuelle N° 1 startete als Dreissigster.[5]

### Besondere Ereignisse
- Erstmals in der Weltcupgeschichte gab es einen Dreifach-ex-aequo-Sieg: Am 26. Oktober teilten sich beim Riesenslalom in Sölden Tina Maze, Andrine Flemmen und Nicole Hosp Rang eins. Das Rennen hatte sich zu einer Wind-Lotterie entwickelt, es wurde nach zwei Absagen statt um 9:45 Uhr erst um 11:30 Uhr gestartet, weshalb auch der zweite Lauf (12:30 h) dementsprechend verlegt werden musste. Leidtragende der Windböen war unter anderem Martina Ertl. Als 38. musste die Sölden-Siegerin aus dem Jahr 2000 bereits nach dem ersten Lauf ihre Sachen packen. – Die Gesamtdotation in Sölden betrug 135.000 €, für beide Sieger gab es 23.500 € (wobei dies bei den Damen gedrittelt werden musste).[12][13]
- Der Schweizer Abfahrtstrainer Fritz Züger wurde am 2. Dezember durch Cheftrainer Karl Frehsner mit der Begründung, es hätte dies nichts mit dem schlechten Lake Louise-Resultat zu tun, sondern es hätten sich Sachen summiert und irgendwann gäbe es eine Grenze, entlassen.[14]
- Die Kitzbühel-Rennen (Super-G, Abfahrt) wurden auf Wunsch der FIS früher, nämlich um 11 Uhr, gestartet. Dies geschah, dass den Läufern trotz Einführung der neuen Dreißiger-Regel gleiche Lichtbedingungen zu ermöglichen.[15]
- Die FIS griff wegen Verwendung unerlaubter Ausrüstungsgegenständen (Schutzvorrichtungen wie Knie-Protektoren, die nicht der vorgeschriebenen Winddurchlässigkeit entsprachen) beim Abschlusstraining in Beaver Creek gegen sechs Läufer, darunter Daron Rahlves, Lasse Kjus und Kjetil-André Aamodt, durch und disqualifizierte sie für das Rennen. Der ÖSV wurde mit 999 belegt, da Co-Trainer Günther Gerhard (er wurde für die Abfahrt gesperrt) vor dem letzten Sprung den ÖSV-Läufern unerlaubte Signale gegeben hatte.[16]
- Im Herren-Riesenslalom in Val-d’Isère fuhr Christoph Gruber nach Rang 29 aus dem ersten Lauf noch auf Rang 3.
- Der Damen-Slalom am Semmering war ein Nachtslalom, wobei der erste Durchgang schon um 16:00, der zweite um 18:45 Uhr begannen.[17]
- Am 5. Januar gewann erstmals ein Geschwisterpaar am selben Tag ein Weltcuprennen: Janica Kostelić den Slalom in Bormio (vor Elisabeth Görgl) und Bruder Ivica in Kranjska Gora (vor Rainer Schönfelder).
- Comeback von Hermann Maier (N° 13) beim Riesenslalom von Adelboden am 14. Januar; um 11.21 h ging er ins Rennen, doch er verpasste mit Rang 31 (0,05 Rückstand auf den Dreißigsten Ambrosi Hoffmann) den 2. Durchgang.
- Am 25. Januar wurden die kürzeste Herren-Abfahrt der Weltcup-Geschichte in Kitzbühel, auf Grund des herunterverlegten Starts (Siegerzeit 1:09,63), und der erste US-Abfahrts-Weltcup-Sieg am Hahnenkamm durch Daron Rahlves registriert. Allerdings hat es 1959 mit Wallace „Bud“ Werner bereits einen US-Abfahrts-Sieger auf der Streif gegeben.
- Hermann Maier wurde von den Medien als «Wahnsinn» bezeichnet: er gewann – nur 13 Tage nach seinem Wieder-Einstieg in den Weltcup – den am 27. Januar nachgeholten Super-G in Kitzbühel vor 4 weiteren Österreichern: Gruber, Eberharter, Schifferer, Knauss; Maiers Marktwert stieg damit um 30 % und wurde von seinem Sponsor Raiffeisen auf 13 Mio. € pro Jahr angegeben.
- Erstmals gab es im Weltcup einen ex-aequo-Slalom-Sieg bei den Herren: in Shigakogen fuhren Palander und Schönfelder am 8. März dieselbe Zeit.

### Medien
Der ORF kündigte hinsichtlich der Übertragungen von Auslandsrennen Sparmaßnahmen ab dem Jahr 2003 an. Es werde nur mehr das Rennen übertragen, Vorläufe gäbe es aus Wien. Dies brächte eine Einsparung von 35.000 € pro Rennen. Der ÖSV lehnte diese Pläne ab, denn dadurch würden seine Sponsoren zu wenig im TV präsentiert werden.

### Verletzungen
Herren:
- Mario Matt, erst am 20. Januar beim Einfahren zum Kitzbühel-Slalom nach Sturz schwerer an der Schulter verletzt, erlitt am 26. September bei einem Sturz beim Joggen erneut eine Verletzung am Kapselapparat der lädierten rechten Schulter, musste operiert werden und sah einer Pause von 3 Monaten entgegen. Wie es hieß, sollte ihm ein Knochen aus der Hüfte entnommen werden, um die Gelenkspfanne in der Schulter zu stabilisieren.[19]
- Am 10. Oktober stürzte der 30-jährige Mellauer Christian Greber derart schwer beim Super-G-Training am Pitztaler Gletscher (blieb an einem Tor hängen und stürzte einen Steilhang hinunter), wobei er sich sämtliche Bänder im Knie und die Partella-Sehne riss; er kam in die Klinik von Christian Schenk in Schruns und wurde drei Stunden lang operiert (Abscherungsbruch, Gefäßkompression); Greber hatte akkurat für den 11. Oktober die standesamtliche Hochzeit mit seiner Langzeitfreundin Cornelia geplant gehabt.[20]
- Paul Accola stürzte am 25. Oktober beim freien Fahren am Rettenfachferner und zog sich einen Achillessehnenriss und einen Riss im linken Knöchel zu und darüber hinaus wurden Wirbelfrakturen diagnostiziert. An drei Brustwirbeln wurden verschobene stabile Brüche festgestellt, die aber laut dem Schweizer Teamarzt Walter Frey nicht gefährlich waren. Accola wurde noch am selben Abend operiert. Es wurde mit einer Pause von mehreren Monaten gerechnet.[21]
- Am 15. Dezember, einen Tag nach seinem Abfahrtssieg in Val-d’Isère, stürzte Stephan Eberharter (N° 2) im ersten Durchgang des Riesenslaloms knapp vor dem Ziel und verletzte sich am rechten Knie; bei einer am Abend durchgeführten Untersuchung in der Uni-Klinik Innsbruck stellte sich heraus, dass er sich «nur» eine Knochenprellung und einen Bluterguss zugezogen hatte; aus ÖSV-Sicht war es skandalös, dass für FIS-Renndirektor Hujara die Fortführung des Bewerbes wichtiger als der Abtransport Eberharter's war, was 40 Minuten gedauert hatte. Dies führte auch zu heftigen Wortduellen (Alpinchef Hans Pum stellte die Möglichkeit einer fahrlässigen Handlung seitens des Rennleiters in den Raum, Hujara konterte mit einer Anzeige wegen Verleumdung, sollte sich Pum nicht entschuldigen), die erst in einer Aussprache Hujaras mit Pum am 20. Dezember in Gröden bereinigt wurden.[22][23]

Damen:
- Hilde Gerg kam bei der zweiten Abfahrt in Lake Louise am 2. Dezember zu Sturz und erlitt einen Kreuzbandriss im linken Knie – dies bestätigte sich bei einer Untersuchung in München, aber eine Operation war vorerst nicht nötig; so kehrte sie am 21. Dezember in Lenzerheide ins Renngeschehen zurück.[24][25]
- Gehirnerschütterung nach Trainingssturz von Isolde Kostner in Lake Louise am 4. Dezember: Die Läuferin hob es im mittleren Abschnitt an der steilsten Stelle der Strecke aus, sie verkantete und landete im Netz, wobei sie auf den Rücken und den Kopf fiel. Sie blieb zwei Minuten bewusstlos liegen, wurde per Hubschrauber ins Ziel und danach vom behandelnden Arzt und zwei Medizinern des italienischen Teams mit dem Auto ins „Mineral-Springs-Hospital“ nach Banff gebracht. Dieser Sturz brachte eine einstündige Unterbrechung des Trainings (Bestzeit: Carole Montillet). Für Kostner bedeutete der Unfall eine Rennpause. Am 17. Dezember gab sie nach einem Trainingsversuch in Madesimo bekannt, erst wieder 2003 zurückzukommen.[26][27][28][29]
- Patricia Bassis erlitt nach ihrem schweren Sturz (sie war mit Tempo 110 km/h in einen Zaun gefahren) beim Super-G in Val-d’Isère (13. Dezember) ein Bruch des siebten Rückenwirbels; sie wurde vorerst ins Hôpital à Bourg Saint Maurice gebracht, dann nach Grenoble überstellt und dort am 14. Dezember operiert.[30][31]